# Weihegold
Weihegold est une jument noire de race Oldenbourg, concourant en dressage, montée par la cavalière allemande Isabell Werth. Depuis 2016, elle est considérée comme « le leader indétrônable » de cette discipline équestre.

## Histoire
La jument naît en 2005. 
En janvier 2016, le couple réalise une performance remarquable durant l'étape Coupe du monde de dressage d'Amsterdam, avec un score de  90.720%, soit sept points devant le second. La bonne performance est reproduite trois semaines plus tard à Neumünster. En novembre 2016, ils sont premiers au classement mondial. 
Weihegold est le cheval ayant accumulé le plus de gains en 2017 en dressage.